# (5214) Oozora
(5214) Oozora (1990 VN3) – planetoida z pasa głównego asteroid okrążająca Słońce w ciągu 3,24 lat w średniej odległości 2,19 j.a. Odkryta 13 listopada 1990 roku.